# بنك التنمية البرازيلي

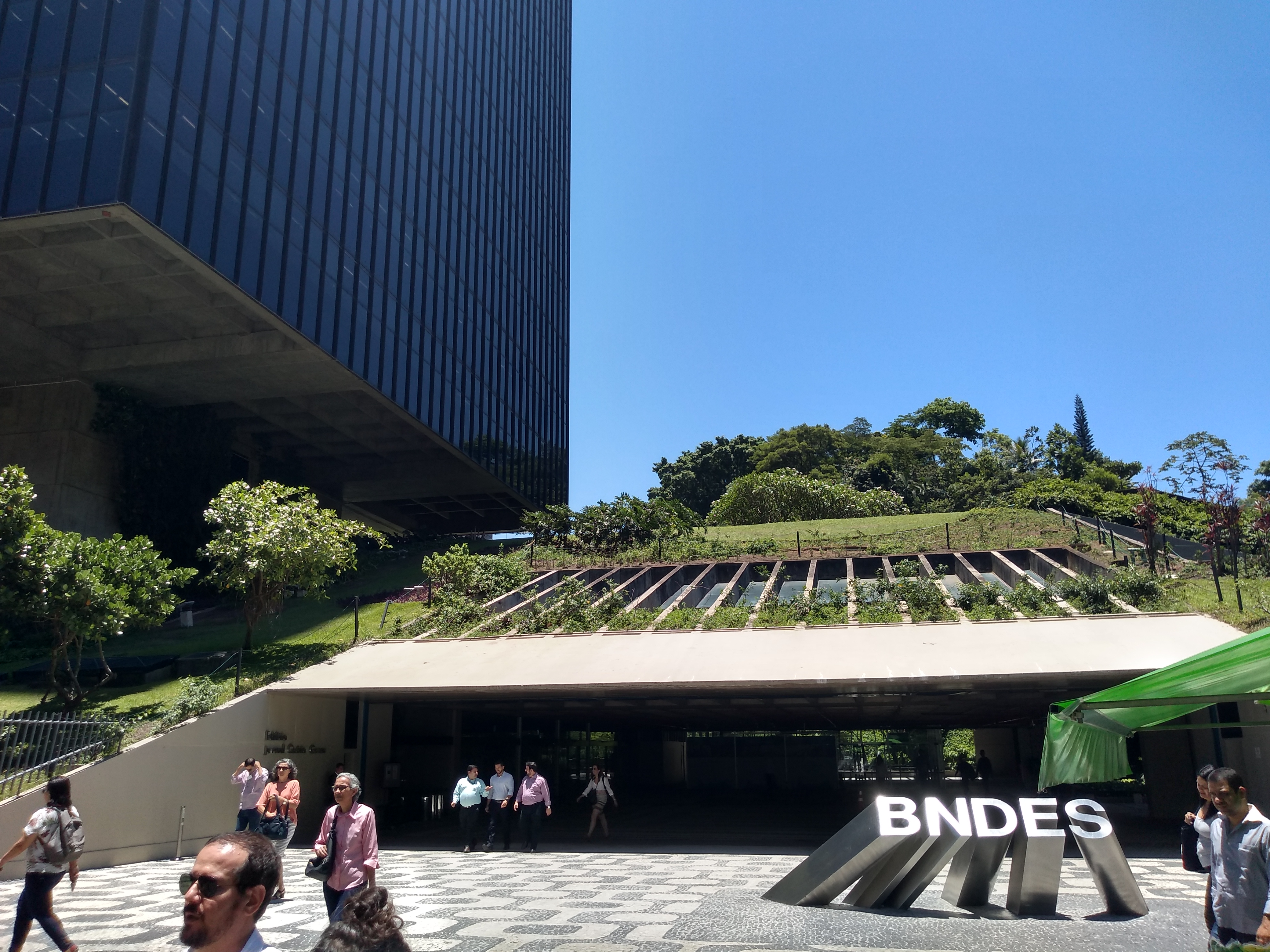
مبنى البنك بجوار مقر بتروبراس.

البنك الوطني للتنمية الاقتصادية والاجتماعية أو بنك التنمية البرازيلي (بالبرتغالية: Banco Nacional de Desenvolvimento Econômico e Social‏) ( باختصار: BNDES ) هو بنك تنمية منظم كشركة عامة اتحادية مرتبطة بوزارة التنمية والصناعة والتجارة في البرازيل . الهدف المعلن هو توفير تمويل طويل الأجل للمساعي التي تساهم في تنمية البلاد. و هي واحدة من أكبر بنوك التنمية في العالم (بعد بنك التنمية الصيني، الذي يفتخر بأصول تبلغ حوالي 7.52 تريليون يوان صيني، أو حوالي 1.2 تريليون دولار أمريكي ). كما أن نسبة القروض المتعثرة هي أقل تفضيلاً (2.2٪) مقارنةً ببنوك بنك التنمية الصيني التي تقل عن 1٪.
ومن بين أهدافه تعزيز هيكل رأس المال للشركات الخاصة، وتطوير أسواق رأس المال، وتجارة الآلات والمعدات وتمويل الصادرات.
منذ تأسيسها في 20 يونيو 1952 ، مول مساعي صناعية وبنية تحتية واسعة النطاق ولعبت دورًا هامًا في دعم الاستثمارات في الزراعة والتجارة وصناعة الخدمات، وكذلك في الشركات الصغيرة والمتوسطة الشركات الخاصة، على الرغم من تركيزها على الشركات الأكبر. دعم البنك الاستثمارات الاجتماعية الهادفة إلى التعليم والصحة والزراعة الأسرية والصرف الصحي الأساسي والنقل الجماعي.
يقدم البنك خطوط وبرامج الدعم المالي للشركات من أي حجم وقطاع تم إنشاؤها في الدولة. تسهل الشراكة مع المؤسسات المالية مع الوكالات التي تم إنشاؤها في جميع أنحاء البلاد نشر الائتمان، مما يتيح وصولاً أكبر إلى خدمات البنك المالية.
بلدى ثلاث شركات فرعية متكاملة: فينام و بنديبار و بنديس لمتد. وتشكل الشركات الثلاث معًا نظام بندس .

## روابط خارجية
- الصفحة الرسمية لبنك التنمية البرازيلي (BNDES)
- مقدمة في Banco Nacional de Desenvolvimento Econômico e Social باللغة الإنجليزية